# صيدلة ذاتية التشغيل
صيدلة ذاتية التشغيل (بالإنجليزية: Pharmacy automation)‏ هو عملية أتمتة الخدمات الصيدلانية، بما في ذلك فرز الأشياء الصغيرة (كالأقراص والكبسولات) وقياس وخلط المساحيق والسوائل، وتتبع وتحديث معلومات العملاء في قواعد البيانات، وإدارة المخزون. من مميزاته تقليل من الأخطاء الطبية في صرف الأدوية.
يستعمل الآن في المملكة العربية السعودية في مستشفى الملك فيصل التخصصي ومركز الأبحاث.

## لمحة تاريخية
كانت عملية صرف الأدوية في صيدلية المجتمع قبل السبعينيات تستغرق وقتًا طويلاً. فكان الصيدلي يصرف الوصفات الطبية المتضمنة على مضغوطات أو كبسولات بواسطة طبق وملوق بسيطين. طُورت العديد من الأدوية الجديدة من قبل الشركات المصنعة للأدوية بسرعة متزايدة، وكانت أسعار الأدوية ترتفع بشكل كبير. كان صيدلي المجتمعي النموذجي يعمل لساعات أطول وغالبًا ما يضطر لتعيين موظفين للتعامل مع أعباء العمل المتزايدة مالم يترك متسعًا من الوقت من أجل قضايا السلامة. أدت هذه العوامل الإضافية إلى استخدام آلة لإحصاء الأدوية.

اختُرع الشكل الأصلي من تقنية عداد الأقراص الرقمي الإلكترونية المحمول في مانشستر بإنجلترا بين عامي 1967 و1970 من قبل الأخوين جون وفرانك كيربي.
«ابتكرتُ الفكرة الأصلية عن كيفية عمل الآلة وكانت براءة اختراعي، لكن جعله في شكل قابل للبيع كان نتاج جهود مشتركة. كانت ثلاث سنوات من العمل الشاق. درست بدايةً الهندسة الكهربائية المكثفة قبل أن انتقل إلى كلية الطب وأتأهل كدكتور في الطب في عام 1968. في الحقيقة كنت طبيبًا مقيمًا قديمًا (قسم الإصابات) (إيه آند إي أو إي آر) في عام 1970 في مستشفى نورث مانشستر في العام الذي قدمت فيه براءة الاختراع. قد أكون طبيب المستشفى الوحيد في بريطانيا الذي كان لديه راسم ذبذبات ومكواة حديد ولوح رسم في غرفته في سكن الأطباء. أصيبت مدبرة المنزل بالدهشة من وجود كل تلك الأسلاك. لقد تدرب فرانك بدايةً كمصرفي، لكنه استقال من أجل وظيفة في شركة إلكترونيات محلية أثناء مرحلة تطويرها. توفي في عام 1987، خسارة فادحة.» [مقتطف من المراسلات الشخصية التي تلقاها في مارس عام 2010 من جون كيربي].
كان فرانك وجون كيربي وزميلهم رودني لستر روادًا في أتمتة الصيدلة وتكنولوجيا عد الأجسام الصغيرة. في عام 1967، اخترع الأخوين كيربى عداد الأقراص الرقمي المحمول لعد الأقراص والكبسولات. وأنشأوا مع ليستر شركة محدودة. في عام 1970، حصل اختراعهم على براءة اختراع ودخل طور الإنتاج في أولدم، في إنجلترا. ساعد عداد الأقراص، الصناعة الصيدلانية في الوقت الذي كان يُصرف على العد اليدوي للأدوية ا الوصفات الطبية.
تحصي آلة العد الأدوية بانتظام وبشكل دقيق وسريع. اعتُمد هذا المجال من أتمتة الصيدليات سريعًا، وفي كل عقد كانت تظهر ابتكارات لمساعدة الصناعة الصيدلانية على تقديم الأدوية بسرعة وأمان وبشكل اقتصادي. يتاح للصيدليات الحديثة العديد من الخيارات الجديدة لتحسين سير العمل باستخدام التكنولوجيا الجديدة، وبإمكانها الاختيار بذكاء من بين العديد من الخيارات المتاحة.

### التسلسل الزمني
في 1 يناير 1971 بدأ الإنتاج التجاري لعدادات الأقراص الأولى الرقمية المحمولة في العالم. قدم جون كيربى براءة اختراع المملكة المتحدة رقم جي بي 1358378(إيه) في 8 سبتمبر عام 1970 وبراءة الاختراع الأمريكية رقم 3789194 في 9 أغسطس عام 1971. صُممت هذه العدادات الإلكترونية البدائية لمساعدة الصيدليات على استبدال الممارسة الشائعة (ولكن الغير دقيقة غالبًا) من عد الأدوية باليد.
في عام 1975، صدرت التكنولوجيا الرقمية إلى أمريكا. في أوائل عام 1980، بُنيت منشأة مخصصة للبحث والتطوير والإنتاج في أولدم في إنجلترا بتكلفة 500000 جنيه إسترليني. بين عامي 1982 و1983، أُنشأ اثنين من مرافق التنمية المستقلة. أشرف عليها في أمريكا رودني ليستر؛ وفي إنجلترا أشرف عليها الأخوان كيربي. توفي فرانك كيربي في عام 1987. وفي عام 1989، نقل جون كيربي منشأته في المملكة المتحدة إلى ديفون، في إنجلترا.
طُورت آلة سهلة التشغيل لعد أدوية الوصفة الطبية بسرعة وبشكل دقيق. سرعان ما أسفرت التحسينات التكنولوجية عن نموذج أكثر إحكامًا. كان سعر هذه المعدات في عام 1980 حوالي 1300 جنيه إسترليني. كان ذلك الاستثمار الكبير في التكنولوجيا الجديدة أحد الأمور المالية الرئيسة التي تُأخذ بالحسبان، لكن صيادلة المجتمع نظروا إلى استخدام آلة العد كطريقة ممتازة مقارنة بالعد اليدوي للأدوية. أصبحت هذه الأجهزة البدائية تعرف باسم عداد الأقراص أو عداد الكبسولات أو عداد الحبوب أو عداد الأدوية.
حلت تقنية العد الجديدة محل الأساليب اليدوية في العديد من الصناعات مثل صناعة الفيتامينات والمكملات الغذائية. احتاج الفنيون إلى جهاز صغير وبتكلفة مقبولة لعد الأدوية وتعبئتها ضمن الزجاجات. في إنجلترا وأمريكا، شهدت الثمانينيات والتسعينيات تطورًا جديدًا في الآلات فائقة السرعة للعد والتعبئة ضمن الزجاجات، مثل نظيراتها القائمة في الصيدليات، صُممت هذه الوحدات الصناعية لتكون سريعة وسهلة التشغيل، مع بقائها صغيرة الحجم وفعالة من حيث التكلفة.
في أمريكا، في أواخر التسعينيات / بداية الألفية الجديدة، ظهر نوع جديد من عداد الأقراص. وكان سهل الاستخدام، وصغير الحجم، وغير مكلف، وكانت دقته في العد جيدة. في مطلع الألفية، سمحت التطورات التكنولوجية بتصميم العدادات باستخدام نظام تحقق حاسوبي. باستخدام جهاز كمبيوتر داخلي، كانت تعرض صورًا للأدوية من أجل مساعدة الصيدلي أو فني الصيدلية بالتأكد من أنه صرف الدواء الصحيح. بالإضافة إلى، قاعدة بيانات لتخزين جميع الوصفات التي أُحصيت على الجهاز.
بين سبتمبر 2005 ومايو 2007، قامت شركة أمريكية باستثمار مالي كبير، وانتقلت موفرة بهذه الخطوة مساحة إضافية لمنشأة البحث والتطوير (أر &دي).  وأتاحت الفرصة لتطوير منتجات تكنولوجية متقدمة جديدة تلبي احتياجات الصيدلية بطرق بسيطة ودقيقة وأقل تكلفةً من أجل توزيع الوصفات الطبية بأمان.

## التغيرات العالمية
في الدول الأعضاء في الاتحاد الأوروبي، قُدمت تشريعات في عام 1998 كان لها تأثير كبير على العمليات في الصيدليات في المملكة المتحدة. وقد حظرت بشكل فعال استخدام عدادات الأقراص لعد وصرف الكميات الكبيرة من الأقراص المعبأة. انخفض استخدام ومبيع الآلات في المملكة المتحدة بسرعة نتيجة لإدراج تغليف الأدوية بالبليستر.

## الوضع الحالي للصناعة
أصبح عداد الأقراص نموذجًا في أكثر من 30000 موقع في 35 دولة (اعتبارًا من عام 2010) (بما في ذلك العديد من المواقع غير الصيدلية، مثل منشآت التصنيع التي تستخدم آلة العد للتحقق من العناصر الصغيرة).
خلال التسعينات وحتى عام 2012، طُرحت العديد من منتجات أتمتة الصيدليات الجديدة. أُدرج خلال هذا الإطار الزمني، تكنولوجيات العد، والروبوتات، وبرامج إدارة سير العمل، وأنظمة التعرف على الصوت التفاعلية (آي في آر)، وأنظمة للبيع بالتجزئة (سواء لسلسلة أو لصيدلية مستقلة)، وصيدليات العيادات الخارجية، والحكومية، والخاصة منها (طلب البريد والتعبئة المركزية). بالإضافة إلى ذلك، أُدرج مفهوم قابلية التوسع -وهو الانتقال من منتج مبتدئ إلى المستوى التالي من الأتمتة (على سبيل المثال، من تقنية العد إلى الروبوتات)- وأطلق بعد ذلك خط إنتاج جديد في عام 1997.
يحول الصيادلة في كل مكان إلى نظام الأتمتة من أجل السرعة المتزايدة، والدقة أكبر والأمانٍ أفضل. مع تطور الصناعة وتزايد توقعات العملاء، أصبحت الأتمتة ضرورةً أكثر من كونها رفاهيةً. وأصبحت الأتمتة الآن وخصوصًا بالنسبة للصيدليات المستقلة، وسيلةً لمجاراة المنافسة مع سلسلة الصيدليات الكبيرة.